# Archivos Eclesiásticos de Mérida-Badajoz
Los Archivos Eclesiásticos de Mérida-Badajoz corresponden a la institución que custodia los fondos documentales de la Archidiócesis de Mérida-Badajoz, ubicados en la antigua sede del Arzobispado de Mérida-Badajoz, próximo a la actual sede arzobispal y a la catedral, en la ciudad de Badajoz (España).
Custodia un amplísimo volumen documental, respetando su entidad productora, aproximadamente 900 cajas, 6000 legajos, decenas de pergaminos y libros, desde el siglo XIII hasta nuestros días, indispensables para el estudio de la Diócesis de Badajoz, incluyendo los fondos parroquiales que además han sido digitalizados recientemente.
El presente Archivo Histórico Metropolitano cuenta con una sala de investigadores y una biblioteca auxiliar. Está catalogado como Bien de Interés Cultural.

## Historia

### Archivo Catedralicio
Se origina durante el reinado de Alfonso X "El Sabio" (1252-1284) según consta en diplomas, bulas y privilegios conservados en la entidad. En 1519 se realiza el primer inventario por los prebendados Ruy García y Alonso Pérez Martel. Durante los siglos XVI-XIX el archivo es reordenado en varias ocasiones. Ya en el siglo XX, el archivero D. Fernando Castón Constituye un inventario-fichero que es utilizado en la actualidad.

### Archivo Diocesano
El archivo se crea durante el Concilio de Trento (1545-1563), integrando la documentación anterior. Su primera ubicación fue en el Palacio Episcopal, junto al "Almacén Real", hasta que en 1690 el obispo Marín de Rodezno lo traslada a otras dependencias, donde se producen las primeras tareas archivísticas, llevadas a cabo por D. Fernando Castón Durán en la primera mitad del siglo XX. En 2001 el Arzobispado se traslada a la Casa del Cordón.

## Fondos
Tras la nueva creación de la Provincia Eclesiástica de Mérida-Badajoz, de rango Metropolitano, la Pontificia Comisión de los Bienes Culturales de la Iglesia ordenó el 2 de febrero de 1997 la concentración de los Archivos Eclesiásticos. El entonces arzobispo, Santiago García Aracil, encargó la labor al archivero de la Diócesis Teodoro Agustín López López.
En 2006 se traslada el fondo documental diocesano y catedralicio a las nuevas dependencias, integrando tanto el Archivo Catedralicio y el Archivo Diocesano, creando los Archivos Eclesiásticos de Mérida-Badajoz, situándolos en la calle Obispo San Juan de Ribera nº 13 de la ciudad de Badajoz (en la Casa de la Iglesia "San Juan de Ribera"), próximo a la Catedral Metropolitana de Badajoz, inaugurados el 13 de septiembre de 2007, coincidiendo con el XXIII Congreso Nacional de Archiveros de la Iglesia en España.
El 24 de octubre de 2017, el arzobispo Celso Morga Iruzubieta nombra a Guadalupe Pérez Ortiz, doctora en Documentación, como nueva Archivera Diocesana en sustitución del anterior.
Los fondos históricos del Archivos Eclesiástico Metropolitano (Provincia Eclesiástica de Mérida-Badajoz) se subdividen en dos:

### Archivo Catedralicio o Capitular
Contiene fondo documental desde el siglo XIII hasta el siglo XX. Destacan las Actas Sinodales de 1255.

### Archivo Diocesano
Contiene fondo documental desde el siglo XVI hasta el siglo XX, siendo una de las secciones más importantes la de órdenes militares de Santiago y Alcántara.